# 急流慈鬚魚
急流慈鬚魚，為輻鰭魚綱脂鯉目脂鯉亞目脂鯉科的其中一個種，分布於南美洲巴拉圭河流域，體長可達7.7公分，棲息在底中層水域，生活習性不明。